# CFS Guardians
I CFS Guardians sono una squadra di football americano di Makó, in Ungheria, fondata nel 2018 in seguito alla fusione fra i Makó Rednecks e i Szeged Sentinels. Hanno vinto 1 Pannon Bowl.

## Dettaglio stagioni

### Tornei nazionali

#### Campionato

##### HFL
| Stagione | regular season | regular season | regular season | regular season | regular season | regular season | playoff | playoff | playoff | playoff | playoff | playoff   | playoff    |
|          | Vin            | Par            | Per            | Tot            | PF             | PS             | Vin     | Per     | Tot     | PF      | PS      | risultato | avversaria |
| -------- | -------------- | -------------- | -------------- | -------------- | -------------- | -------------- | ------- | ------- | ------- | ------- | ------- | --------- | ---------- |
| 2023     | 2              | 0              | 4              | 6              | 85             | 168            | -       | -       | -       | -       | -       | -         | -          |
| Totale   | 2              | 0              | 4              | 6              | 85             | 168            | -       | -       | -       | -       | -       |           |            |

Fonti: Enciclopedia del Football - A cura di Massimo Mezzetti

##### Divízió I (secondo livello)/Divízió II (secondo livello)
| Stagione | regular season | regular season | regular season | regular season | regular season | regular season | playoff | playoff | playoff | playoff | playoff | playoff   | playoff      |
|          | Vin            | Par            | Per            | Tot            | PF             | PS             | Vin     | Per     | Tot     | PF      | PS      | risultato | avversaria   |
| -------- | -------------- | -------------- | -------------- | -------------- | -------------- | -------------- | ------- | ------- | ------- | ------- | ------- | --------- | ------------ |
| 2020     | 4              | 0              | 0              | 4              | 89             | 47             | -       | -       | -       | -       | -       | -         | -            |
| 2022     | 2              | 0              | 4              | 6              | 135            | 146            | -       | -       | -       | -       | -       | -         | -            |
| 2024     | 5              | 0              | 1              | 6              | 166            | 75             | 2       | 0       | 2       | 67      | 43      | Campioni  | Diósd Saints |
| Totale   | 11             | 0              | 5              | 16             | 390            | 268            | 2       | 0       | 2       | 67      | 43      |           |              |

Fonti: Enciclopedia del Football - A cura di Massimo Mezzetti

##### Divízió II (terzo livello)
| Stagione | regular season | regular season | regular season | regular season | regular season | regular season | playoff | playoff | playoff | playoff | playoff | playoff    | playoff            |
|          | Vin            | Par            | Per            | Tot            | PF             | PS             | Vin     | Per     | Tot     | PF      | PS      | risultato  | avversaria         |
| -------- | -------------- | -------------- | -------------- | -------------- | -------------- | -------------- | ------- | ------- | ------- | ------- | ------- | ---------- | ------------------ |
| 2019     | 3              | 0              | 3              | 6              | 128            | 143            | -       | -       | -       | -       | -       | -          | -                  |
| 2021     | 5              | 0              | 0              | 5              | 213            | 48             | 0       | 1       | 1       | 19      | 20      | Semifinale | Tatabánya Mustangs |
| Totale   | 8              | 0              | 3              | 11             | 341            | 191            | 0       | 1       | 1       | 19      | 20      |            |                    |

Fonti: Enciclopedia del Football - A cura di Massimo Mezzetti

### Riepilogo fasi finali disputate
| Anno           | Luogo | Evento     | Fase del torneo | Incontro                           | Risultato |
| 18 luglio 2021 |       | Divízió II | Semifinale      | CFS Guardians - Tatabánya Mustangs | 19 - 20   |
| 13 luglio 2024 |       | Divízió I  | Semifinale      | CFS Guardians - Diósd Saints       | 34 - 33   |

## Palmarès
- 1 Pannon Bowl (2024)